# 페데리코 프레이레
페데리코 프레이레(스페인어: Federico Freire, 1990년 11월 6일 ~)는 CA 산텔모에서 미드필더로 뛰는 아르헨티나의 축구 선수이다.

## 클럽 경력

### 벨레스 사르스필드
프레이레는 2011년 벨레스 사르스필드에서 프로 생활을 시작했고 2011년 5월 29일, 티그레에게 1-2로 패배한 경기에서 첫 1군에 포함되었다. 그는 그의 첫 데뷔경기를 2011년 11월 27일 홈경기에서 콜론과 1-1 무승부를 거둔경기에서 치렀다. 그는 이탈리아 세리에 A 칼초 카타니아로 이적하기전 아르헨티나 정규리그에서 11번 출전을 했다.

### 칼초 카타니아
2013년 7월 5일, 프레이레는 6월 10일에 이미 계약을 하였지만 그것이 일종의 보증금에 형태이기에, 카타니아와 공식적으로 계약을 했다. 그는 보스만 룰을 통하여 이적을 했고 스페인 여권이 있기에 그는 비유럽연합 이적 조건에 충족하지 않는다.

## 수상 경력
벨레스 사르스필드
- 아르헨티나 프리메라 디비시온 (2): 2011 클라우수라, 2012 이니시알